# Giovanni Piermattei
Giovanni Adalberto Piermattei Álvarez (Valencia, Venezuela, 18 de marzo de 1967) es un ingeniero informático y activista activista por los derechos de las minorías sexuales (LGBT) venezolano. Es graduado en la Universidad Alejandro de Humboldt. Actualmente se desempeña como presidente de la asociación civil Venezuela Igualitaria.

## Biografía
Nacido en la ciudad de Valencia, estado Carabobo, criado en una familia de clase trabajadora con ideología de izquierda, ligado estrechamente al chavismo de ese país. A sus 50 años ha trabajado en proyectos afines a su profesión dentro de empresas privadas y algunos organismos del Estado como la Asamblea Nacional y el Ministerio de Ciencia Tecnología, sin embargo, fue solo a finales del año 2012 que decidió dedicar su tiempo completo al activismo por los derechos humanos de la comunidad LGBTI.
En el año 2013, junto con otros miembros, fundó la Asociación Civil Venezuela Igualitaria con el objetivo principal de reivindicar los derechos de la población venezolana de lesbianas, gais, bisexuales, transgéneros, transexuales e intersexuales para así garantizar la dignidad y la igualdad ante la ley de este sector de la población. Los trabajos de la AC Venezuela Igualitario comenzaron con una campaña de sensibilización a través de redes sociales para promover una ley de Matrimonio entre personas del mismo sexo en Venezuela